# Sometimes I Forget
Singles de Agnes
I Need You Now
(2009) When You Tell the World You're Mine
(2010)
Sometimes I Forget  est le 5e single tiré de l'album Dance Love Pop, de la chanteuse suédoise Agnes. Il est sorti en 2010 en France, réenregistré sous une version francophone, tout comme ses précédents singles Release Me, On and On. La chanson a été écrite par Anders Hansson et a été distribuée par Roxy Recordings. Le titre a également été choisi pour être le 5e single de l'album en Suède, et pour succéder à "Release Me" aux Pays-Bas.

## Track listings
Promo CD  France
(Released: February 17, 2010) (Label:Sony/M6/Roxy)
1. "Sometimes I Forget"  [French Radio Edit]  — 3:42
2. "Sometimes I Forget"  [UK Radio Edit]  —
3. "Sometimes I Forget"  [2FrenchGuys Mix French]  — 3:20
4. "Sometimes I Forget"  [2FrenchGuys Mix UK]  —

## Historique des sorties
| Région | Date            | Format         | Label      |
| ------ | --------------- | -------------- | ---------- |
| France | 17 février 2010 | Radio Single   | Sony Music |
| France | 15 mars 2010    | Téléchargement | Sony Music |

### Charts hebdomadaires
| Classement (2010 | Meilleure position |
| ---------------- | ------------------ |
| France (TV)      | 10                 |